# Brachypterolus

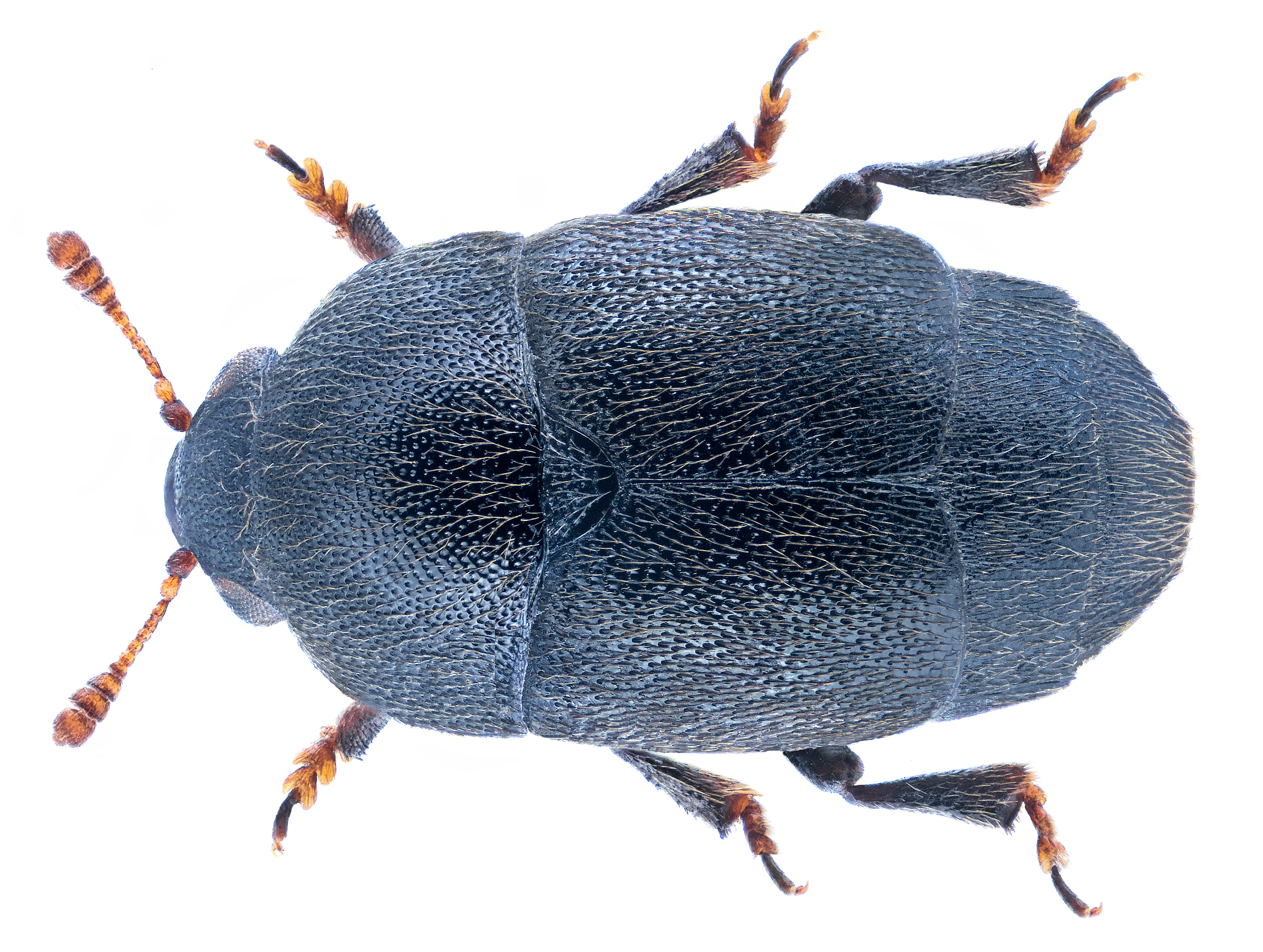
Brachypterolus pulicarius

Brachypterolus – rodzaj chrząszczy z rodziny Kateretidae i podrodziny Kateretinae.

## Morfologia
Chrząszcze o owalnym w zarysie, silnie wysklepionym ciele po stronie grzbietowej i brzusznej gęsto porośniętym długimi, białymi szczecinkami. Oskórek jest czarny, gęsto i nieregularnie punktowany. Czułki buduje jedenaście członów, z których trzy ostatnie formują wyraźnie wyodrębnioną buławkę. Po rozprostowaniu ku tyłowi dochodzą tylko do połowy długości przedplecza. Głaszczki szczękowe mają rozdęty człon wierzchołkowy. Szersze niż dłuższe przedplecze ma wyraźnie zaznaczone kąty przednie, równomiernie zaokrąglone krawędzie boczne, wyraźne i kanciaste, mniej lub bardziej ku tyłowi wystające kąty tylne oraz delikatnie obrzeżoną, silnie przed tylnymi kątami zafalowaną krawędź tylną. Punkty na powierzchni dysku przedplecza są rozproszone i mają rozmiary większe niż fasetki oczu. Brzegi dużej, trójkątnawej tarczki odznaczają się połyskiem. Pokrywy są u podstawy tak szerokie jak przedplecze. Przedpiersie wypuszcza klinowaty wyrostek międzybiodrowy. Odnóża mają pięcioczłonowe stopy zwieńczone pazurkami o silnie wykształconych ząbkach nasadowych. Odwłok ma propygidium i pygidium nieschowane pod pokrywami. Samiec ma odsłonięty ósmy tergit. Styliki na pokładełku samicy nie występują.

## Ekologia i występowanie
Zarówno larwy, jak i postacie doskonałe żerują na kwiatach. Roślinami pokarmowymi larw są lnice i wyżliny z rodziny trędownikowatych, natomiast osobniki dorosłe odwiedzają także inne kwiaty.
Przedstawiciele rodzaju zamieszkują krainę palearktyczną z jednym gatunkiem zawleczonym do nearktycznej Ameryki Północnej. W Polsce stwierdzono występowanie dwóch gatunków (zobacz: Kateretidae Polski).

## Taksonomia
Takson ten wprowadził w 1913 roku Antoine Henri Grouvelle. Obejmuje 11 opisanych gatunków, w tym:
- Brachypterolus antirrhini (Murray, 1864)
- Brachypterolus cinereus (Heer, 1841)
- Brachypterolus cylindricus Normand, 1936
- Brachypterolus linariae (Stephens, 1830)
- Brachypterolus longulus (Reitter, 1885)
- Brachypterolus nanulus Reitter, 1919
- Brachypterolus pulicarius (Linnaeus, 1758)
- Brachypterolus vestitus (Kiesenwetter, 1850)